# Àngela Graupera i Gil
Àngela Graupera i Gil (9 de juny de 1876, a Barcelona - 29 de març de 1940, a Barcelona) va ser una escriptora de novel·les rosa, infermera, conferenciant, activista social, defensora dels drets de les dones i dels treballadors i la primera corresponsal de guerra femenina d'Espanya, mentre exercia d'infermera a Sèrbia i Grècia durant la Primera Guerra Mundial.

## Biografia
Àngela Graupera i Gil va ser la segona filla de Josep Graupera i Majó, d'ofici aguller, (Mataró c.1835-Barcelona març de 1918) i de Carme Gil i Llauradó (Barcelona c.1850- Barcelona febrer de 1933). La família tenia botiga d'objectes de pesca i vivia al carrer dels Canvis Vells, 6, de Barcelona.
Es va casar cap a 1899 amb Manuel Buxedas Aupí (Barcelona, 18 de gener de 1867 - Barcelona, 1 de setembre de 1936), matrimoni del qual va néixer una filla, Àngela Buxedas Graupera, nascuda a Barcelona el 14 de febrer de 1900 i morta a Barcelona el 13 de gener de 1963, viuda. Manuel Buxedas tenia l'any 1895 un negoci de fruits colonials, Nogués y Buxedas S.C., i va residir a Melilla, on tenia una pastisseria anomenada "El Gurugú".
Àngela Graupera va fer estudis de Practicant a l'Hospital Clínic de Barcelona, que completà al juny de 1914. Va deixar la família i va anar a Sèrbia a fer d'infermera de la Creu Roja durant la Primera Guerra Mundial (1914-18). Havent establert contacte amb el cònsol de Sèrbia a Barcelona, aquest li facilità prestar servei en les ambulàncies sanitàries del front. Des d'aquella regió va començar a enviar articles i es va convertir potser en la primera corresponsal de guerra espanyola a la premsa, concretament amb les seves col·laboracions al diari Las Noticias, de Barcelona. Les cròniques que escriu denoten una gran capacitat d'anàlisi. La corresponsal ofereix informacions completes, contrastades i sovint transcrites literalment de fonts oficials i la seva mirada crítica es fonamenta amb arguments del tot investigats i presentats amb claredat. Escriu amb contundència tant afirmant com silenciant, amb l'objectiu de no condicionar ni manipular el lector.
Va viure més d'un any a Bèlgica i va retornar a Catalunya als anys vint. De nou a Barcelona, col·laborà amb El Dia Gráfico. Durant els anys de la Dictadura de Primo de Rivera (1923-1931), va fer moltes conferències en cooperatives, escoles racionalistes i ateneus obrers,  en defensa de la pau, dels drets de les dones, dels treballadors. El 19 de abril de 1925 pronuncia a l'Ateneu Barcelonès una conferència sobre «La dona als Balcans». La podem ubicar geogràficament a la comarca del Maresme i Badalona. Va establir amistat amb altres oradores i escriptores com Regina de Lamo i Micaela Chalmeta.
El que més sorprèn de la seva trajectòria és que se situa també dins de l'espectre dels anarquistes, a l'entorn dels editors Joan Montseny i Teresa Mañè i la seva col·lecció La Novela Ideal, de La Revista Blanca, que quinzenalment feia aparició a les llars obreres de tota la península, però també de l'Argentina o Mèxic.
Compartirà col·leccions de novel·les amb la mateixa Federica Montseny, Regina Opisso, Maria Solà, Carlotta O'Neill, Romilda Mayer, i Joaquima Colomer, Rosario Montes, Dora Ferré, Marta Espinosa i algunes més en una col·lecció de novel·les que per primera vegada s'adrecen a la classe treballadora i on la dona és model i protagonista activa de les narracions. Unes novel·les que instrueixen la generació de dones que participaran activament en l'esforç constructiu del període 1936-39. I són unes novel·les que, en el cas de l'Àngela Graupera, se seguiran reeditant en l'exili anarquista de Toulouse per Federica Montseny, hereva del projecte editorial dels seus pares.
Graupera escriu més de trenta títols on fa especial incidència en les temàtiques femenines: mares solteres, fills orfes, problemes de feina, etc. Tot i aquesta activitat periodística i de novel·lista, durant els anys de la revolució no apareix en els entorns anarquistes o de Mujeres Libres. Àngela Graupera apareix a la premsa fins al maig de 1936. D'ençà d'aleshores i fins a la seva mort a Barcelona, el 29 de març de 1940, no se'n sap gaire res.
El desembre de 2019 es reedità El gran crimen. Lo que yo he visto en la guerra, una obra amarada d'indignació davant de la guerra, i plena de compassió, admiració i afecte pels serbis, obstinats a defensar la seva llibertat.

## Obres
- Ansias de volar (1920)
- Corazón de mujer (1920)
- En busca del amor (1920)
- En las garras del hombre (1920)
- La herencia (1920)
- La pequeña hechicera (1920)
- La persecución del helenismo en Turquía (1920)
- La redimida (1920)
- La tentación (1920)
- Los rebeldes (1920)
- Ofrenda de amor (1920)
- Carmela (1925)
- El abismo (1930)
- La moral de la gente bien (1930)
- El despertar (1931)
- Los viejos (1931)
- Alma de inquisidor (1932)
- La vocación (1932)
- Padre y verdugo (1932)
- La mujer que se vendió (1933)
- La pequeña rebelde (1933)
- Sacrificio (1933)
- La romántica (1934)
- El gran crimen. Lo que yo he visto en la guerra (1935)
- El vagabundo (1935)
- Odio y amor (1935)
- Amor que vuelve
- Aura popular
- Bajo los cerezos
- Camino de amor
- Como las abejas
- El amo
- El batelero
- El corazón de la Esfinge
- El retorno a la Tierra
- En familia
- La alondra
- La cadena
- La casita blanca
- La cigarra y la hormiga
- La madre
- La mancha de sangre
- La venganza de Jaime
- Los dos caminos[4]